# Ptychopseustis lojanalis
Ptychopseustis lojanalis là một loài bướm đêm trong họ Crambidae.